# 27.º Ejército (Japón)
El 27.º Ejército japonés (第27軍, Dai-nijyūnana gun) fue un ejército del Ejército Imperial Japonés durante los últimos días de la Segunda Guerra Mundial.

## Historia
El 27.º Ejército japonés se formó el 16 de marzo de 1944, como parte del último esfuerzo desesperado de defensa del Imperio del Japón para disuadir posibles desembarcos de fuerzas aliadas en los territorios del norte de las islas Kuriles, desde el noreste de Hokkaidō hasta Kamchatka, durante la Operación Downfall. Su cuartel general estaba en Iturup.
El 27.º Ejército japonés estaba formado principalmente por reservistas mal entrenados, estudiantes reclutados y milicianos de la guardia local. Se disolvió el 1 de febrero de 1945 y sus unidades se incorporaron directamente al 5.º Ejército Japonés de Área.

## Lista de comandantes
|                      | Nombre                          | Desde               | Hasta                |
| -------------------- | ------------------------------- | ------------------- | -------------------- |
| Comandante en Jefe   | Teniente General Shozo Terakura | 10 de marzo de 1944 | 1 de febrero de 1945 |
| Jefe de Estado Mayor | Mayor General Keiji Suzuki      | 10 de marzo de 1944 | 1 de febrero de 1945 |